# إميليو روميرو (عداء سريع)
إميليو روميرو (بالإسبانية: Emilio Romero) هو عداء سريع فنزويلي، ولد في 28 مايو 1937.

## وصلات خارجية
- إميليو روميرو على موقع أوليمبيديا (الإنجليزية)